# ماريا مارتين
ماريا مارتين (بالإسبانية: María Martín)‏ هي لاعبة جمباز إيقاعي إسبانية، ولدت في 26 مايو 1970 في ليون في إسبانيا.

## وصلات خارجية
- ماريا مارتين على موقع اللجنة الأولمبية الدولية (الإنجليزية)
- ماريا مارتين على موقع أوليمبيديا (الإنجليزية)
- ماريا مارتين على موقع اللجنة الأولمبية الإسبانية (الإسبانية)